# Serida elasmoscelis
Serida elasmoscelis är en insektsart som först beskrevs av Jacobi 1944.  Serida elasmoscelis ingår i släktet Serida och familjen Lophopidae. Inga underarter finns listade i Catalogue of Life.